# Rügheimer & Beckers stråhattfabrik

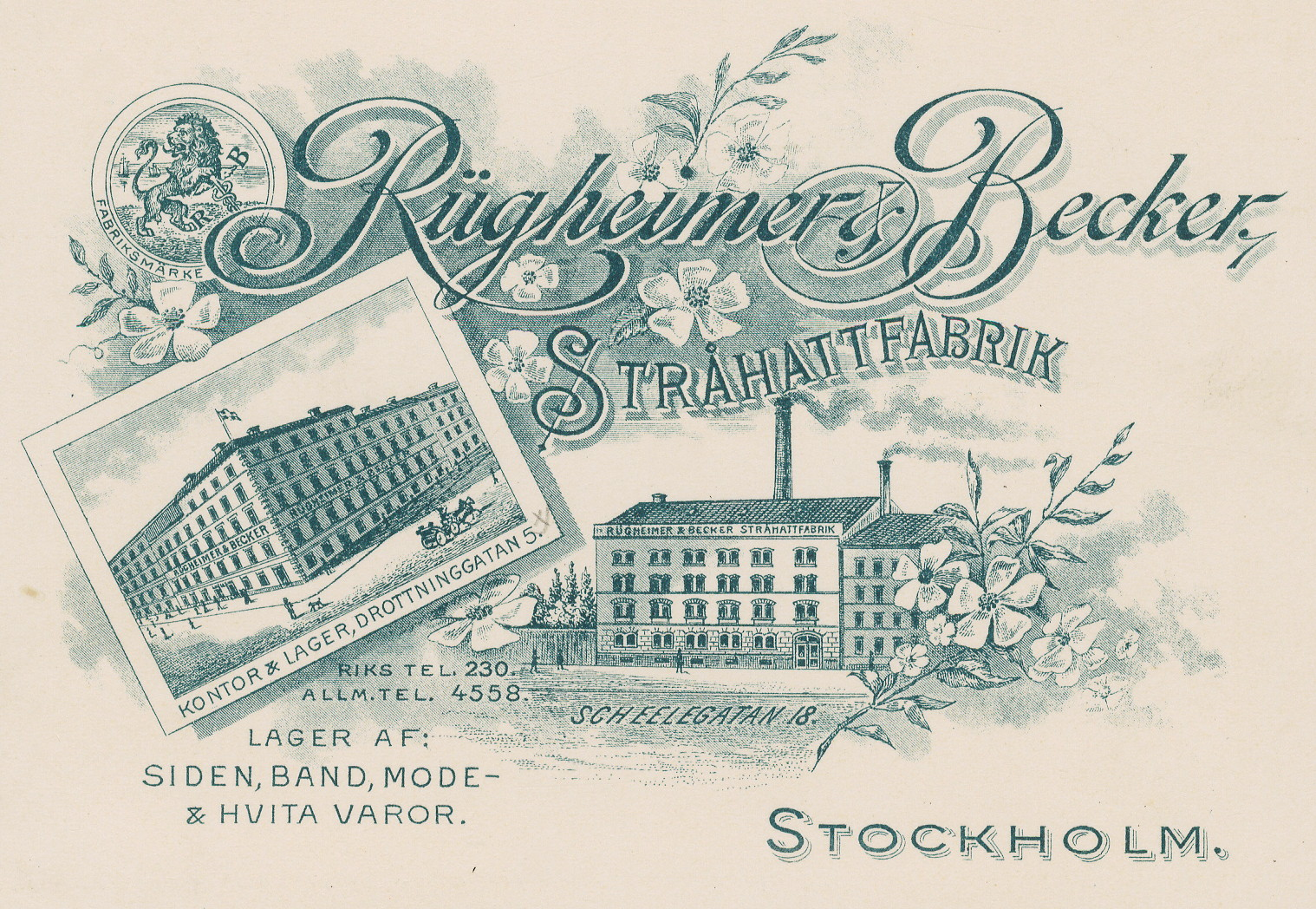
Reklamblad från 1880-talet.

Rügheimer & Beckers stråhattfabrik var ett företag på Kungsholmen i Stockholm som tillverkade och sålde stråhattar för damer och herrar. Firman grundades 1868 och blev snabbt en av Sveriges största i sin bransch. Företaget köptes 1929 upp av Sveriges Förenade Hattfabriker och 1939 lades verksamheten ner.

## Historik
| Rügheimer och Becker. |  | Rügheimer och Becker. |
| Rügheimer och Becker. |  |                       |

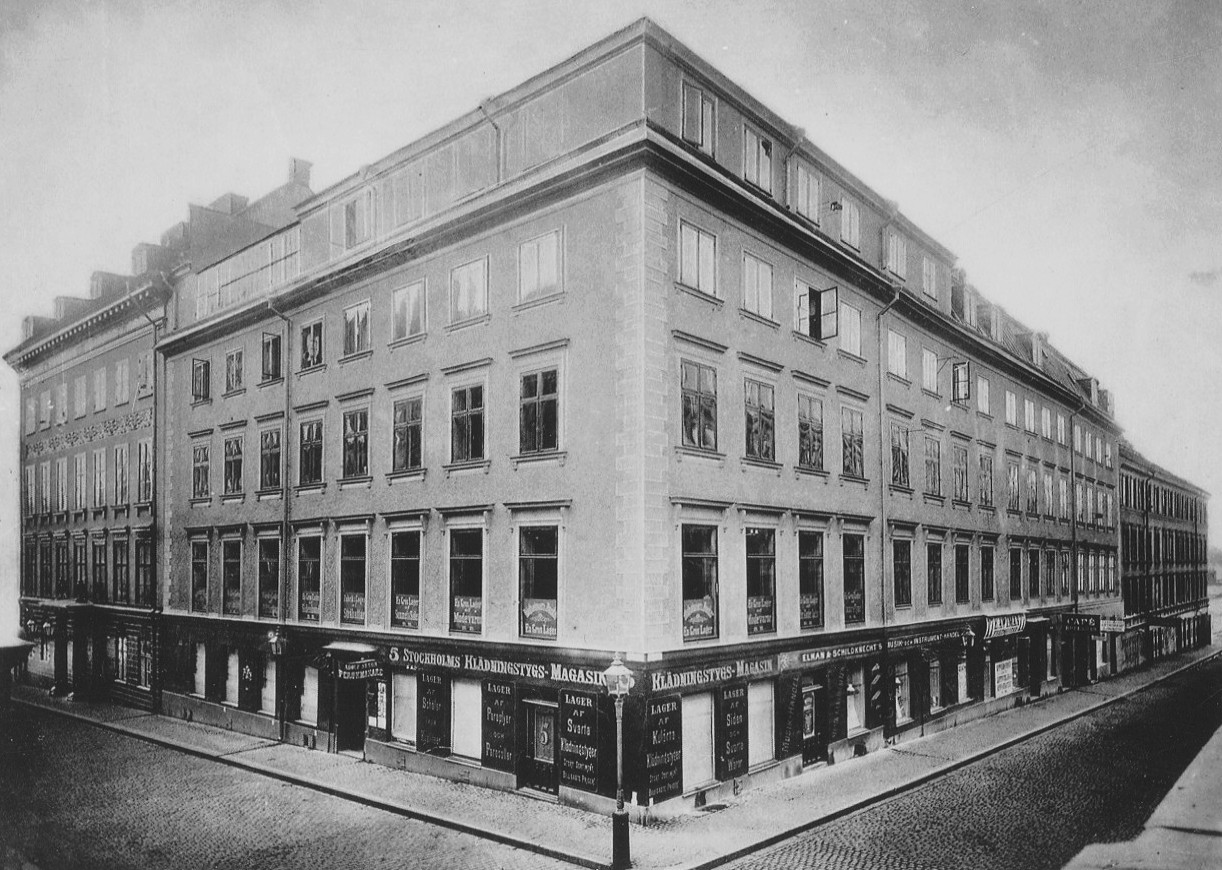
Stockholms Klädningtygs-Magasin.

Bakom Rügheimer & Beckers stråhattfabrik stod två tyskfödda grosshandlare, Louis Rügheimer (1839–1912) och Carl Georg Carsten Becker (1843–1907) som 1868 startade mode- och vitvaruhandel (ofärgade bomulls- och linnevaror) samt hattfabrikation med sin första hattfabrik för strå- och filthattar på Regeringsgatan 54. I hörnet Drottninggatan 5 / Fredsgatan 7 (huset revs 1897) drev de Stockholms Klädningtygs-Magasin, här fanns lager, kontor och försäljning av bland annat klädestyg, sjalar, siden, paraplyer och parasoll.
Rügheimer och Becker hakade på modetrenden med stråhattar för kvinnor och män. Tanken var även att med svenska arbetare och svenska råvaror – så långt som möjligt – konkurrera med utländska producenter i samma bransch som med sina produkter översvämmade den svenska marknaden.
Den främsta kunskapen om flätning av halmhattar fanns vid denna tid i tyska Schwarzwald, därför skickade företagsledningen en av sina kvinnliga arbetsledare dit för att grundligt studera produktionen. I Upperud, Dalsland startade man en skola för halmflätning som utvecklades till en biinkomst för talrika familjer, inte bara i Dalsland, utan också i Halland och Västergötland.

## Etableringen på Kungsholmen

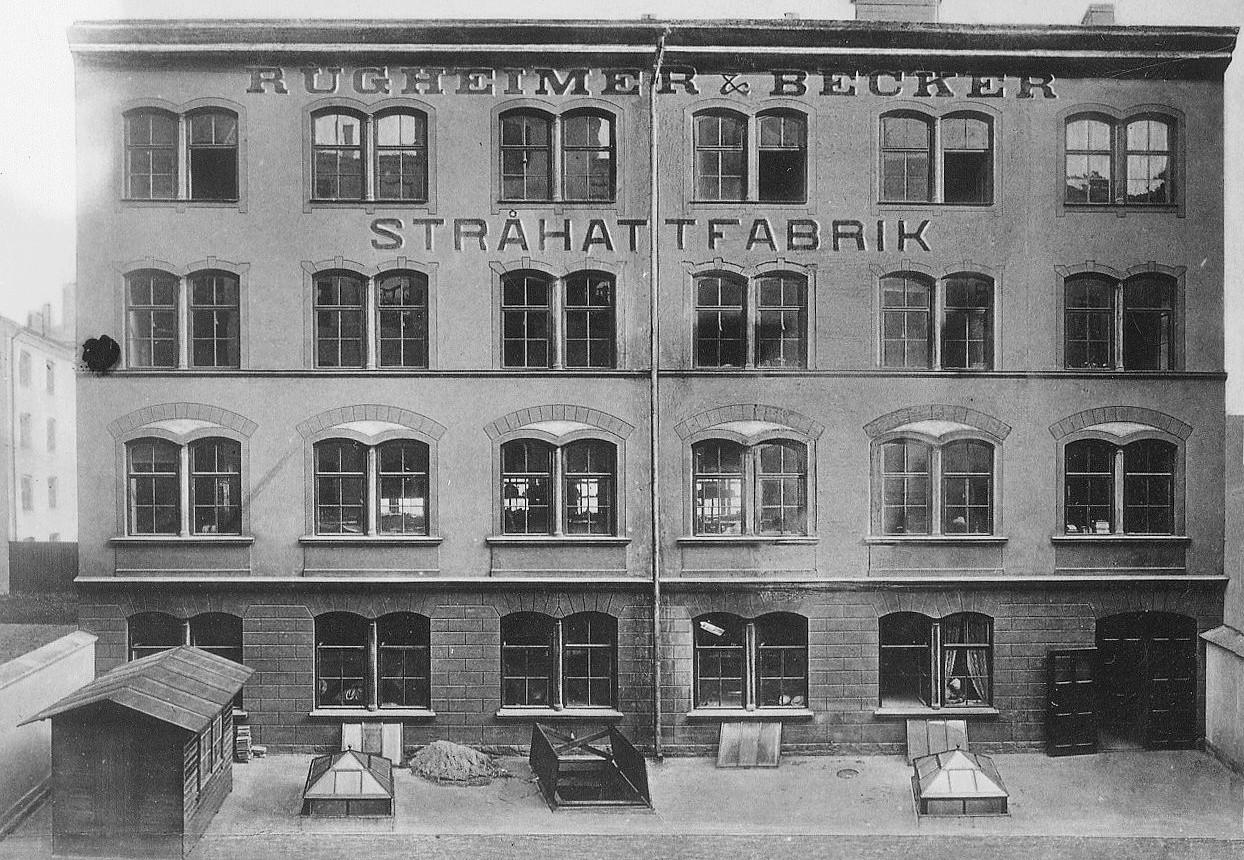
Den första fabriken på Kungsholmen.

Försäljningen av svenska halmhattar gick mycket bra. På kort tid fördubblades både antal anställda och maskiner som man kunde läsa i Dagens Nyheter av den 25 augusti 1884.  Man behövde snarast större lokaler. Valet av platsen för en ny, modern produktionsanläggning föll på Kungsholmen, närmare bestämt på två tomter i kvarteret Härolden (dagens fastighet Pagen 14) belägna mellan Scheelegatan och Pipersgatan. Bebyggelsen uppfördes etappvis mellan 1886 och 1892 efter ritningar av Wilhelm Dahlgren (fabriksbyggnaden, klart 1887) respektive Alfred Hellerström (bostadshuset, klart 1892). Bostadshuset blev mycket påkostat. Till den praktfulla paradvåningen på våning två trappor flyttade Carl Becker med familj. Rügheimer bodde på Strandvägen 17.
År 1895 hade antal anställda vuxit till 150 och en ännu större fabriksbyggnad blev nödvändig. Utökningen för stråhattfabriken placerades på tomten mot Pipersgatan och ritades 1897 av arkitekten Gustaf Wickman. Produktionen för de olika arbetsmomenten i tillverkningsprocessen var uppdelad våningsvis. På vinden fanns det så kallade flätlagret, på våning 3 trappor låg sysalarna med en vänstra och högra avdelning. På andra våningen skedde flätutdelning och montering av hattarna. På våning 1 trappa hade företaget sitt kontor och en provkollektion av sina produkter. I bottenvåningen låg press- och formsalen och i källarvåningen emballeringen.
På Stockholmsutställningen 1897 belönades företaget med en guldmedalj för sina produkter. År 1904 ombildades Rügheimer & Beckers stråhattfabrik till aktiebolag, därefter kvarstod Louis Rügheimer och Carl Becker som direktörer i bolaget. 1929 förvärvades Stråhattfabriken av Sveriges Förenade Hattfabriker och Levins Strå- och Filthattfabrik började producera i lokalerna. Hattmodet svängde dock och 1939 lades hattillverkningen ner. Efter att ha varit kontor och lager under många år genomfördes 2011 en omfattande ombyggnad av Rügheimer & Beckers gamla lokaler som idag innehåller 39 exklusiva bostadsrättslägenheter.

## Historiska bilder från produktionen

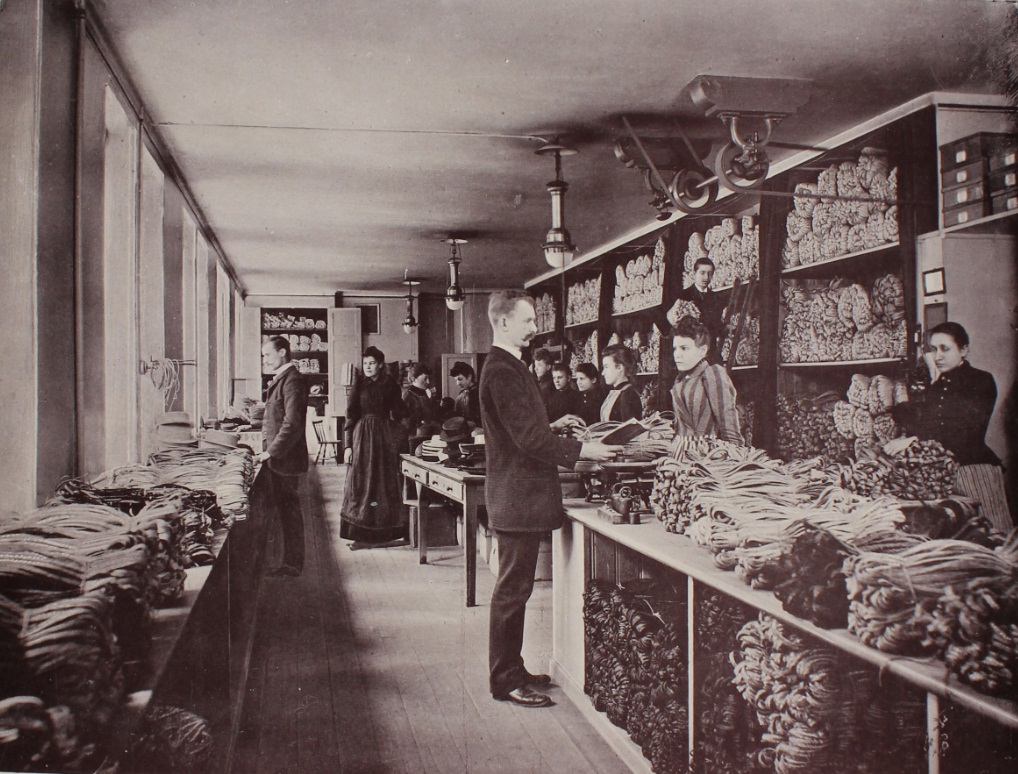
Flätutdelningssalen.
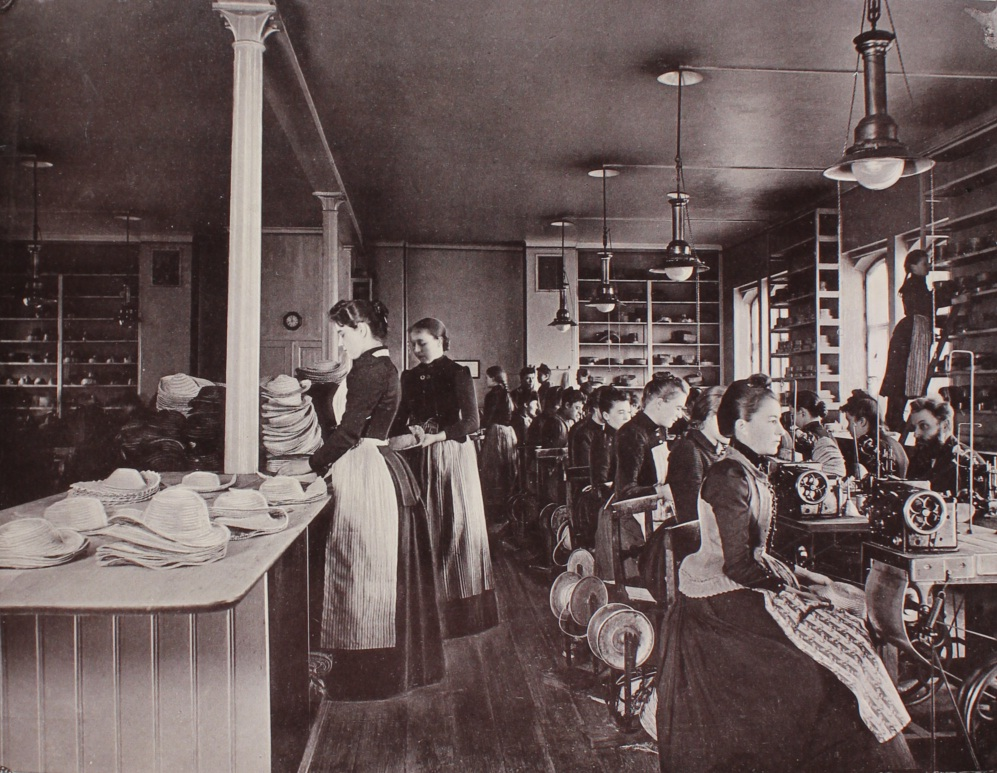
Sysalen, vänstra avdelningen.
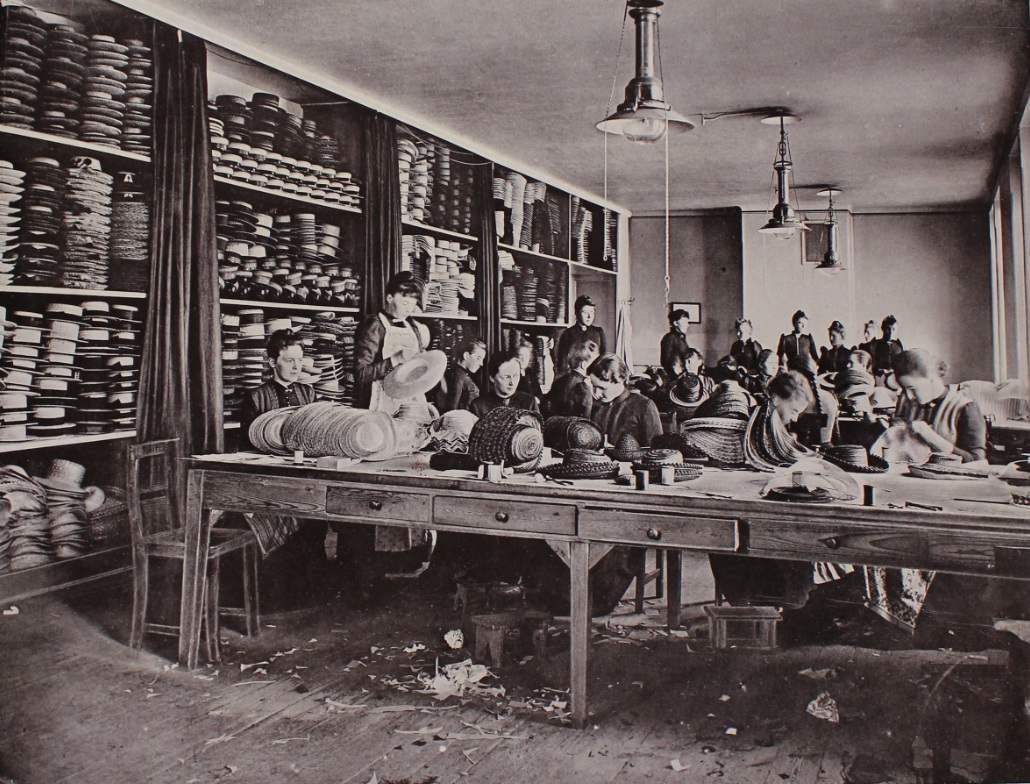
Monteringssalen.
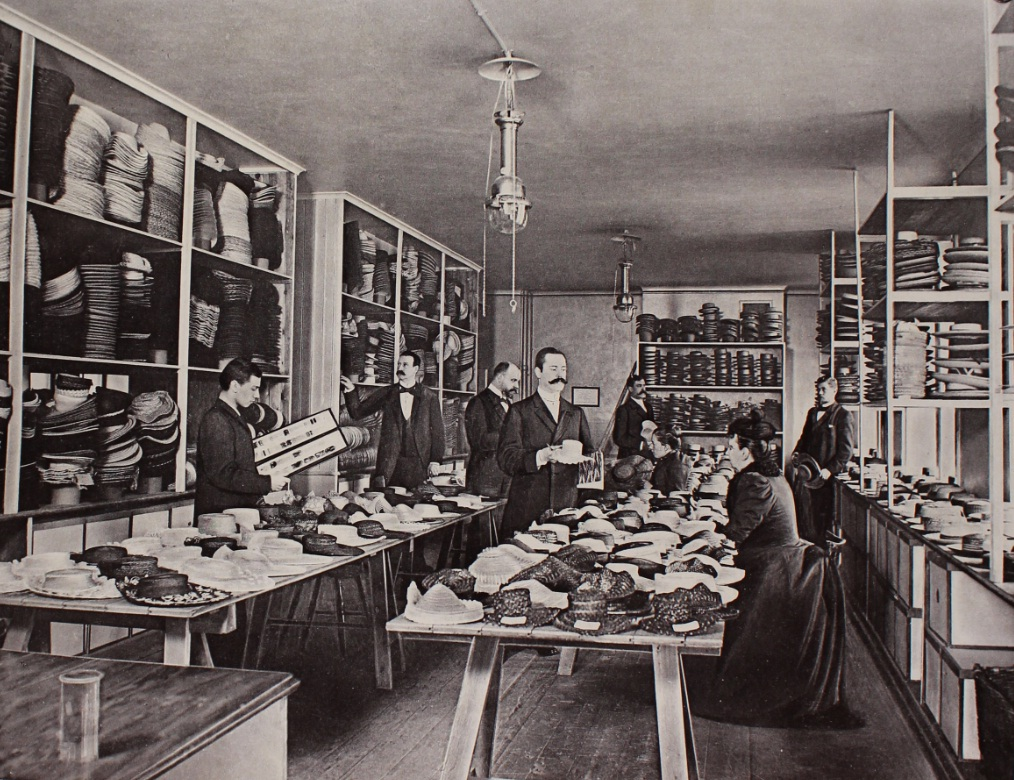
Provkollektionssalen.
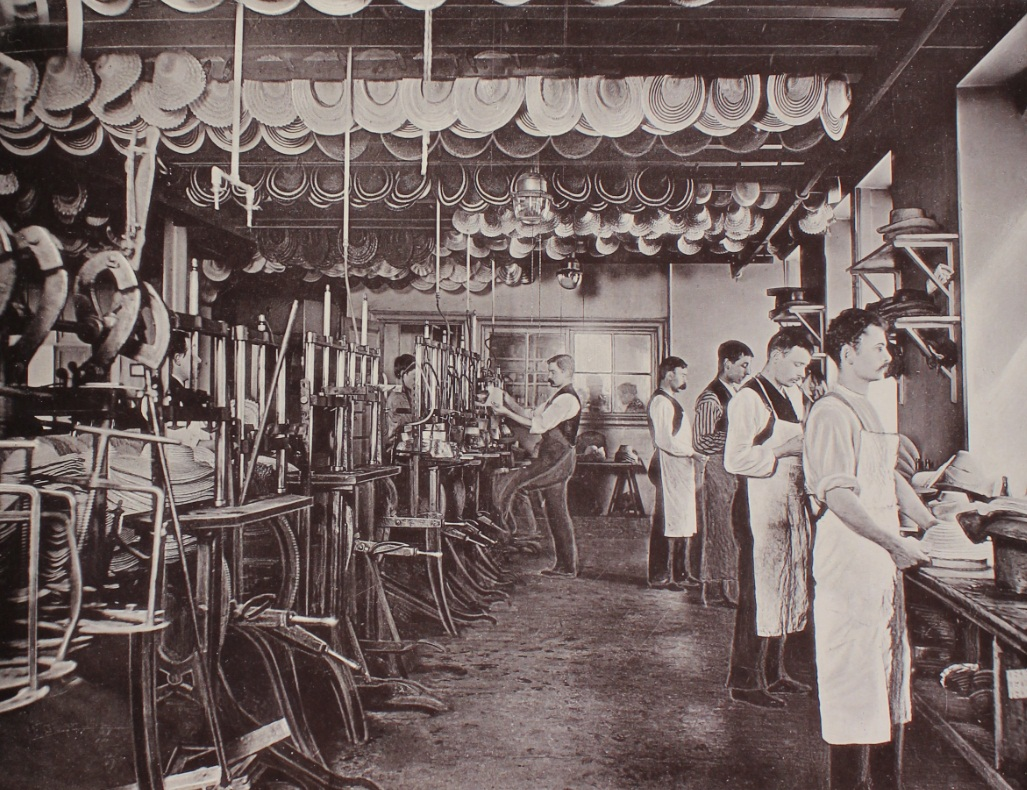
Press- och formsalen.